# Kler
Kler je u suvremenom govoru skupni naziv za katoličko svećenstvo (klir za pravoslavno svećenstvo) ili hijerarhijski organizirano kršćansko svećenstvo bez obzira na crkvu kojoj pripada.
Riječ kler u Bibliji označava Božju baštinu, izabrani (izraelski) narod. U grčkom riječ hleros (grč. κλήρος) znači „ždrijeb”, odnosno ždrijebom određenu stvar ili osobu (javni dužnosnici u grčkim demokracijama birani su ždrijebom).[ne slaže se s izvorom] Otuda nastaje kasnolatinska riječ clerus,[ne slaže se s izvorom] dok u staroslavenskom jeziku riječ kliros označava zajednicu svećenika. U ranokršćansko doba izraz kler označavao je čitavu zajednicu (općinu) vjernika. Svaka takva zajednica nazivala se crkva. Postupno, stvaranjem čvrste crkvene hijerarhije (pokornost biskupu koji vodi zajednicu kao što monarh vodi državu) i stvaranjem ideje „jedne Crkve”, pojam kler suzuje se na tzv. duhovni stalež, svećenike (i one koje se pripremaju za svećenike) te redovnike i redovnice. 
Član klera označuje se pojmom klerik. Nasuprot klericima, svi ostali vjernici označuju se imenom laik ili puk. Laik postaje klerikom kad primi prvu tonzuru. Klerici su u katoličkoj crkvi podijeljeni u niže i više redove, a najviši red je episkopat. Svi klerici moraju biti inkardinirani (doslovno: „ustožereni”, tj. „moraju pripadati”) u dijecezi ili redu. Kanonsko pravo određuje klericima razne dužnosti i prava. Politička i društvena koncepcija koja značaj klera proširuje i na svjetovno područje naziva se klerikalizam.
Klerici kao poseban stalež postoje u katoličkim, pravoslavnim i monofizitskim crkvama. Protestanti odbacuju pojam klera, držeći se Lutherove nauke o općem svećenstvu svih vjernika.